# Matt Zoller Seitz
Pour les articles homonymes, voir Zoller et Seitz.
Matt Zoller Seitz, né le 26 décembre 1968 à Dallas (Texas), aux États-Unis, est un critique de cinéma  et de télévision, auteur et cinéaste américain.

## Biographie

### Carrière
Matt Zoller Seitz est rédacteur en chef de RogerEbert.com, critique de télévision pour le magazine New York et Vulture.com, ainsi que membre du jury des George Foster Peabody Awards. Il a auparavant été critique de télévision pour Salon.com et The Newark Star Ledger, et critique de cinéma pour le New York Times. Auparavant, il était chroniqueur média régulier pour le Dallas Observer. Il a fondé le blog de critique de cinéma et de médias The House Next Door. Zoller Seitz est reconnu comme un leader dans la création d'essais vidéo, fréquemment publiés sur Moving Image Source et The L Magazine. Il a également été éditeur de PressPlay, un site de critique de cinéma et de télévision en vidéo. Il est finaliste du prix Pulitzer de la critique en 1994.
Son deuxième livre, The Wes Anderson Collection, est publié par Abrams Books en 2013. En 2015, The Wes Anderson Collection: The Grand Budapest Hotel est publié par Abrams Books. The Wes Anderson Collection est salué pour sa conception et sa mise en page, qui visaient à évoquer l'aspect et l'atmosphère d'un film d'Anderson et à suggérer au lecteur une exploration de l'imaginaire du cinéaste. « Ce livre représente l'avenir », a écrit Michael Sicinski dans Cineaste.
Mad Men Carousel: The Complete Critical Companion, écrit par Zoller Seitz et comportant des illustrations de Max Dalton, est publié par Abrams Books en novembre 2015.
Son livre The Press Gang, co-écrit avec Godfrey Cheshire et Armond White et publié par Seven Stories Press en 2020, est une compilation de critiques de films de longue haleine de Zoller Seitz écrites dans l'hebdomadaire alternatif New York Press à la fin des années 1990 et au début des années 2000.

### Réalisation
Il a écrit, réalisé et monté le long métrage Home (2005).

## Préférences
Il a participé au sondage décennal Sight & Sound 2022, où il a sélectionné ses dix films préférés de tous les temps : Que le spectacle commence (All That Jazz, 1979), Close-Up (1990), Days of Heaven (1978), Sunrise: A Song of Two Humans (1927), 2001 : L'Odyssée de l'espace (1968), Les Affranchis (1990), American Dream (1990), Do the Right Thing (1989), Salesman (1969) et A Bread Factory (2018).